# Thomas Gottschalk

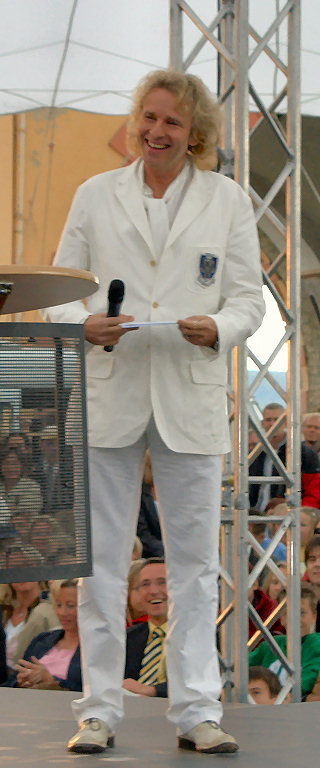
Thomas Gottschalk.

Thomas Gottschalk, född 1950, är en tysk TV-personlighet, programledare och skådespelare.
Thomas Gottschalk leder sedan 25 år tillbaka ett av Tysklands mest populära TV-program Wetten, dass..?. Gottschalk är en av Tysklands mest kända TV-programledare. Han inledde karriären vid radion.
Thomas Gottschalk har som röstskådespelare givit tysk röst till bland annat Cornelius i Familjen Robinson och katten Gustaf i Gustaf.
Tilldelades Guldrosen 2005.